# Ronny Chieng
Ronny Chieng (chinois : 錢信伊 ; pinyin : Qián Xìnyī) est un humoriste et acteur malaisien. Chieng intervient régulièrement dans The Daily Show sur Comedy Central en tant que correspondant principal en Australie. Il est également le créateur et la star de la sitcom Ronny Chieng: Étudiant international, distribuée sur ABC (Australie) et sur Comedy Central Asia  en 2017.

## Biographie
Chieng est né à Johor Bahru en Malaisie, dans une famille chinoise malaisienne. Il a grandi à Manchester (New Hampshire aux États-Unis) et à Singapour. Chieng fait ses études à l'école primaire de Yuhua, à  l'école secondaire de Pionnier, au Pionnier Junior College de Singapour et à l'université de Melbourne en Australie, où il réside au Trinity College et obtient un baccalauréat universitaire en commerce et un baccalauréat en droit en 2009. Il obtient également un diplôme d'études supérieures dans la pratique juridique de l'université nationale australienne en 2012.

### Vie personnelle
Il s'est marié à Hannah Pham, le 9 septembre 2016.

## Carrière
En juillet 2016, il a été nommé l'un des 10 comédiens à suivre le magazine Variety.

### Réponse virale àFox News
En octobre 2016, Chieng est intervenu dans Le Daily Show pour répondre à une émission de Jesse Watters sur Fox News, considérée par beaucoup comme étant raciste. Outre une critique acerbe de l'émission, il s'est également rendu dans le quartier de Chinatown à New York, où Watters s'était moqué ouvertement des habitants d'origine asiatique. Les interviews de Chieng sur place, en mandarin et en cantonais ont créé un buzz important et cette vidéo a été largement couverte dans le Washington Post, sur Slate et d'autres grands médias américains.

### Projets
En 2016, Chieng co-écrit et joue dans le pilote de la sitcom Ronny Chieng: Étudiant International, basée sur sa propre expérience d'étudiant malaisien en Australie. Ce pilote a donné lieu à une série diffusée sur Comedy Central en Amérique du Nord et la sur la chaine ABC TB en Australie en juin 2017.
En 2018, il rejoint la distribution de son premier long métrage américain avec le film de Warner Bros. : Crazy Rich Asians, réalisé par Jon Chu, avec Constance Wu et Henry Golding.
Fin 2019, son spectacle Asian Comedian Destroys America! en français : « Un comique asiatique détruit l'Amérique ! », où il se moque des travers des Américains, du racisme et de la surconsommation, est diffusé sur Netflix.

## Filmographie

### Films
- 2018 : Crazy Rich Asians de Jon Chu : Eddie Cheng
- 2021 : Bliss de Mike Cahill
- 2021 : Shang-Chi et la Légende des Dix Anneaux (Shang-Chi and the Legend of the Ten Rings) : Jon Jon
- 2022 : M3GAN de Gerard Johnstone : David Lin

### Télévision
| Année        | TV titre                             | Rôle                                 | Notes       |
| ------------ | ------------------------------------ | ------------------------------------ | ----------- |
| 2012         | Problèmes                            | M. Meowgi                            | 4 épisodes  |
| 2014         | C'est Littleton                      | Différents personnages               | 4 épisodes  |
| 2013-2014    | Légalement Brun                      | Divers                               | 13 épisodes |
| 2013-2014    | It's a Date                          | Winston                              | 2 épisodes  |
| 2013-2014    | Have You Been Paying Attention?      | Lui-même                             | 3 épisodes  |
| 2015–présent | Le Daily Show                        | Lui-même (en tant que Correspondant) | En cours    |
| 2016         | Comédie Showroom                     | Ronny Chieng                         | 1 épisode   |
| 2016         | The Katering Show                    | Lui-même                             | 1 épisode   |
| 2017–présent | Ronny Chieng: Étudiant International | Ronny Chieng                         | 6 épisodes  |
| 2019         | Asian Comedian Destroys America!     | Lui-même                             | 1 épisode   |

## Distinctions
Sauf indication contraire, les informations mentionnées dans cette section peuvent être confirmées par la base de données cinématographiques IMDb,  présente dans la section « Liens externes ».

### Melbourne International Comedy Festival
| Année | Prix                    | Résultat |
| ----- | ----------------------- | -------- |
| 2012  | Meilleur Newcomer Award | Lauréat  |
| 2014  | Directors' Choice Award | Lauréat  |

### Sydney Comedy Festival
| Année | Prix                 | Résultat   |
| ----- | -------------------- | ---------- |
| 2013  | « Best of the Fest » | Nomination |
| 2014  | « Best of the Fest » | Lauréat    |